# Kozieniec (Mazovie)
Pour les articles homonymes, voir Kozieniec.
Kozieniec (prononciation : [kɔˈʑeɲet͡s]) est un village polonais de la gmina de Potworów dans le powiat de Przysucha de la voïvodie de Mazovie dans le centre-est de la Pologne.
Il se situe à environ 3 kilomètres au nord-ouest de Potworów (siège du powiat), 20 kilomètres au nord de Przysucha (siège du powiat) et à 79 kilomètres au sud de Varsovie (capitale de la Pologne).

## Histoire
De 1975 à 1998, le village appartenait administrativement à la voïvodie de Radom.